# Кримська меморіальна церква
Кримська меморіальна церква (англ. Crimea Memorial Church), також відома як Церква Христа (англ. Christ Church) — англіканська церква в Стамбулі, Туреччина. Розташована в кварталі Таксим району Бейоглу. Була споруджена між 1858 і 1868 роками на згадку про британських солдатів, які брали участь у Кримській війні (1853—1856).
Ідея будівництва меморіальної церкви в Стамбулі була вперше висунута в 1856 році після перемоги в Кримській війні коаліції Великої Британії та Османської імперії над Російською імперією. Земля для спорудження церкви була виділена османським султаном Абдул-Меджидом I. Спочатку переможцем конкурсу проєктів було обрано архітектора Вільям Берджеса. Втім, у 1863 році через занепокоєння щодо «неанглійського» архітектурного стилю Берджеса його було усунено з посади архітектора та замінено на Джорджа Едмунда Стріта. Так, церква була завершена до кінця XIX століття та закрита в 1978 році через відсутність значної кількості парафіян. Вона була знову відкрита в 1991 році.